# Lepidocolaptes angustirostris
Lepidocolaptes angustirostris е вид птица от семейство Furnariidae.

## Разпространение
Видът е разпространен в Аржентина, Боливия, Бразилия, Парагвай, Суринам и Уругвай.